# 加瀬禧逸

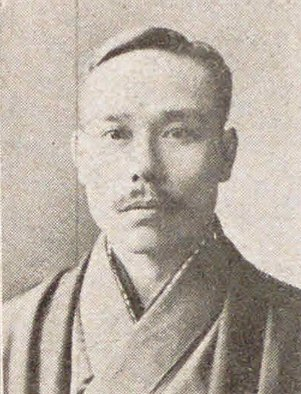
加瀬禧逸

加瀬 禧逸（かせ きいつ、1873年（明治6年）9月25日 - 1928年（昭和3年）5月4日）は、日本の衆議院議員（政交倶楽部→猶興会→又新会→亦楽会→中正会）、弁護士。

## 経歴
千葉県海上郡旭町（現在の旭市）出身。1894年（明治27年）、東京法学院（のち中央大学に改称）に入学したが、日清戦争で召集を受け、歩兵第2連隊に入った。翌年、威海衛守備のため再び召集された。1897年（明治30年）、東京法学院を卒業。1900年（明治33年）、弁護士試験に合格し、翌年に開業した。1918年（大正7年）には東京弁護士会副会長に就任し、また日本弁護士協会理事も2回務めた。
1904年（明治37年）、第9回衆議院議員総選挙に出馬し当選。以後、5期連続当選を果たした。1917年（大正6年）4月、第13回総選挙で当選したが、衆議院議員選挙訴訟の結果、安房郡での選挙が無効となり、同年12月8日、千葉県知事により鵜澤總明・吉植庄一郎・木村政次郎・関和知・津田毅一・鵜沢宇八・柏原文太郎・磯野敬・土屋清三郎と共に当選証書が取消され議員を退職した。
国連大使等を務めた外交官の加瀬俊一は五男。外交評論家の加瀬英明は孫。